# 森下渡船

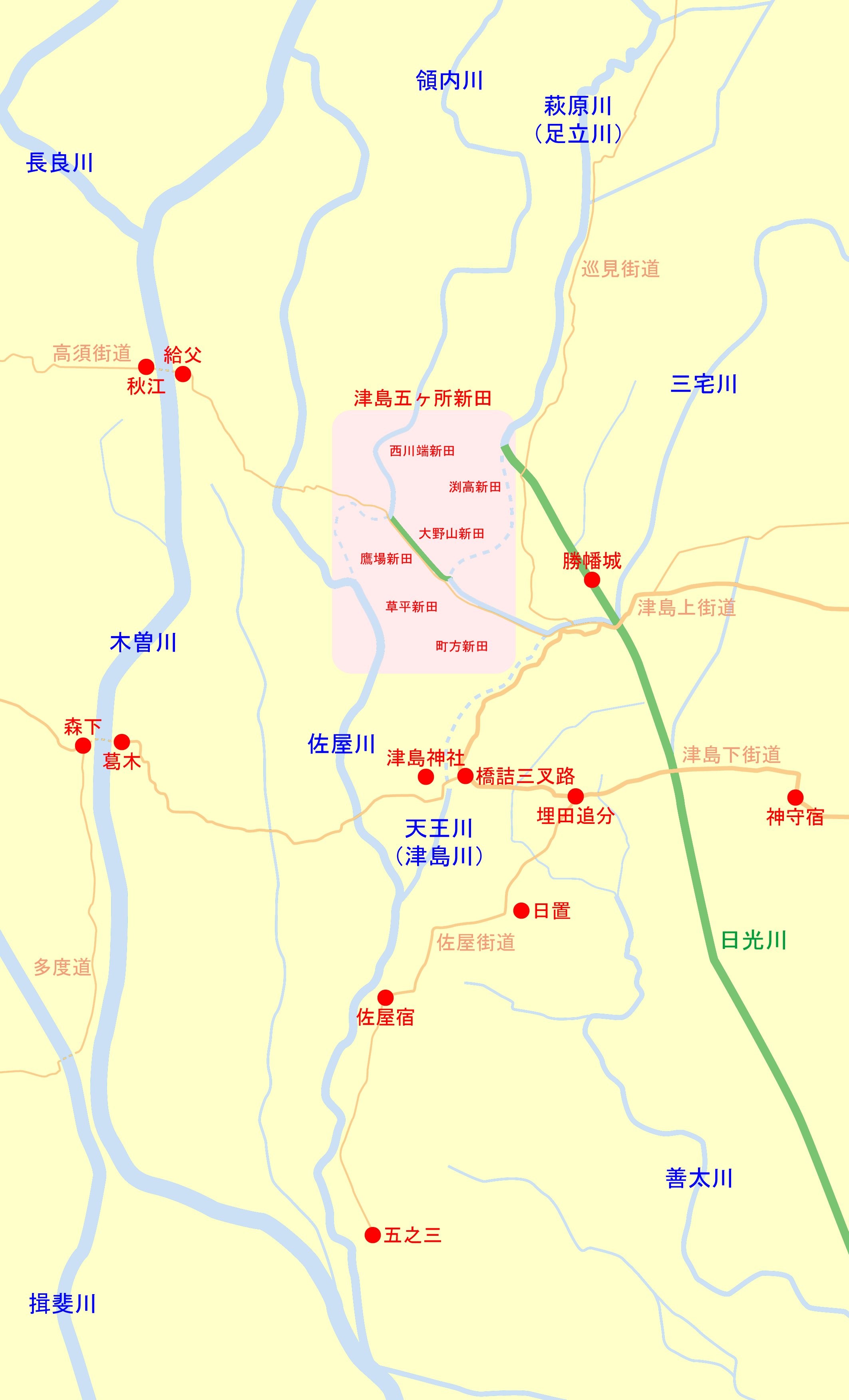
江戸時代末ごろの天王川周辺の位置関係図。破線は江戸時代初期ごろの旧河道、緑線・緑字は開削・付替後の新河道。橙線・橙字は主要街道、赤字は主要な地名など。

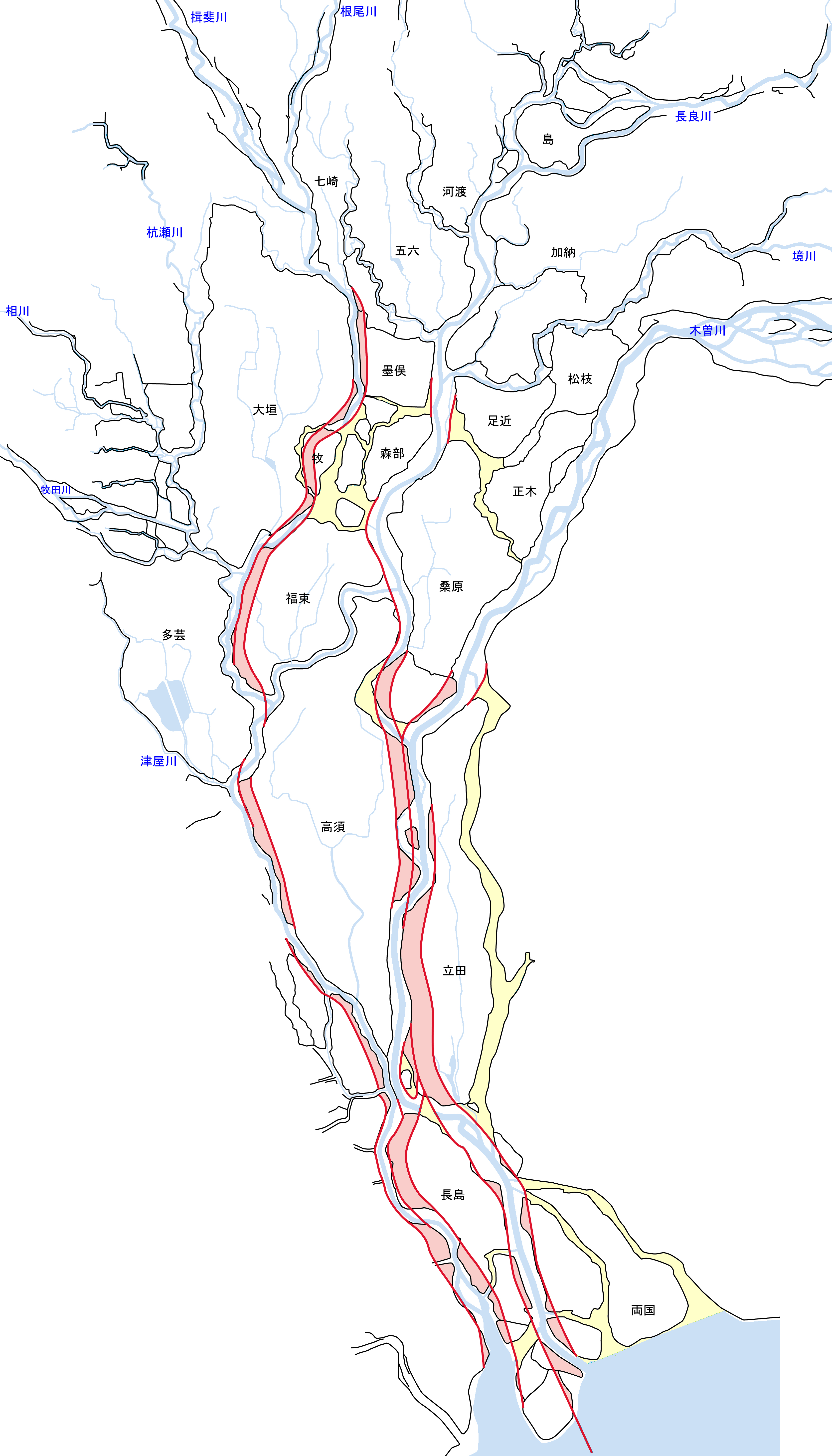
分流工事による堤防の変遷（赤線が新堤防、黒線が旧堤防、薄赤着色部が開削された部分、薄黄着色部が締め切りなどがされた河川）

森下渡船（もりしたとせん）とは、岐阜県海津市と愛知県愛西市を結んでいた長良川の渡し舟である。
正式には、「岐阜県営森下渡船場」と言った。利用者の減少や船頭の人材難などにより、2011年（平成23年）3月31日で廃止された。

## 概況
岐阜県海津市海津町森下と愛知県愛西市葛木町の間を流れる長良川の渡し舟であった。
森下渡船の東側は木曽川と長良川の間の中堤となっているが、この中堤は江戸時代以前は立田輪中の西側堤防であった。尾張国側の立田輪中と美濃国側の高須輪中の間の渡し舟は、元々1624年（寛永元年）に美濃国森下村から尾張国葛木村を結ぶ「葛木の渡し」として開設され、江戸時代には津島と多度大社を結ぶ多度道の近道としても利用された。明治の木曽三川分流工事で立田輪中西部が開削されて新木曽川が通されたため、東西に分断された葛木村内および新たな岐阜県と愛知県の間の交通手段が必要となり、葛木渡船が開設されるとともに「葛木の渡し」は森下渡船に改められた。
廃止の時点では、愛知県道・岐阜県道119号津島立田海津線の一部を構成していた。運営費は岐阜県が負担しており、運賃は無料であった。
運航は海津市に委託されていた。完全予約制（乗船日の2日前まで）で、事前に海津市役所への予約が必要であった。自前の船は所有しておらず、上流の日原渡船と船を共用していた（日原渡船も同時に廃止）。

## 隣の橋
（下流）　揖斐長良川橋（東名阪自動車道） - 揖斐長良川水管橋  - 長良川大橋 - 森下渡船 - 日原渡船（森下渡船と同時に廃止） - 東海大橋 - 南濃大橋 - 大藪大橋 （上流）